# Mesoleius pyriformis
Mesoleius pyriformis är en stekelart som först beskrevs av Julius Theodor Christian Ratzeburg 1852.  Mesoleius pyriformis ingår i släktet Mesoleius och familjen brokparasitsteklar. Arten är reproducerande i Sverige. Inga underarter finns listade i Catalogue of Life.